# 不差钱
《不差钱》是中国大陆小品演员赵本山等在中国中央电视台2009年春节联欢晚会上表演的小品。

剧照（从左至右：小沈阳、毛毛、赵本山、毕福剑）

## 创作

### 人员
- 编剧 崔凯、徐正超、尹琪
- 导演 马立娟、高大宽
- 表演 赵本山、毕福剑、小沈阳、毛毛

### 过程
2009年赵本山在确认不能和老搭档范伟、宋丹丹等人合作表演后，决定使用新人。而他准备的一个与中国大陆改革开放有关的小品《生日快乐》在春节联欢晚会的审查中效果不好，赵本山决定放弃这个作品。《红高粱模特队》编剧崔凯师徒三代离除夕表演12天时开始创作新小品《不差钱》。赵本山携两位徒弟和成龙（饰“苏格兰情调”饭店老板）、中央电视台《星光大道》节目的主持人“老毕”在带着这个新作参加了审查。由于成龙不适应另外三人的语速，担心影响最终演出效果，最终决定退出表演，很多关于“不差钱”的台词也随之湮没。在除夕夜，赵本山表演了这个小品。赵本山因排练劳累犯了肺炎，并在直播时忍不住咳嗽。

## 剧情简介
每年的《星光大道》一到年底的时候就格外热闹。因为他们说，只要上这个节目，并且夺得“年度总冠军”，就有望参加春节联欢晚会。这下可就热闹了，来了不少人报名。这其中有一位东北老汉（赵本山饰），为了让自己的孙女“丫蛋”（毛毛饰）上“星光大道”，也为了圆自己年轻时候的梦想，力邀《星光大道》主持人——老毕（毕福剑）共进晚餐。
在爷爷找到铁岭的最贵一家餐馆时，他意外发现孙女忘了带装着几万块钱的钱包，而且爷爷也不愿意花太多的钱请客。结果，他和餐馆的服务员（小沈阳饰）商量着，让服务员在爷爷点贵菜的时候说“没有”。结果因为服务员也想参加“星光大道”而弄得这场饭局漏洞百出，笑料不断。
最终，爷爷和孙女、服务员一起走进了“星光大道”，成立了一个组合——“不差钱”；而这场饭局的钱也由老毕支付了。

## 反应

### 正面
- 据春节联欢晚会总导演郎昆，现场的观众热闹翻天，都控制不住。成为了当晚最能引人发笑的节目。[4]
- 经观看实况直播及录像的观众投票，《不差钱》荣膺“2009年我最喜爱的春节联欢晚会小品节目”一等奖。[5]

### 负面
- 《新晚报》刊登了一篇署名清舟的评论文章，这篇文章认为《不差钱》存在六大缺憾，认为小品缺少老搭档协助、结构变味等等。[6]
- 作家魏明伦对本作品提出批评，认为小品情节“差道德”。[7]

## 续集
《不差钱》的续集《有安排》本要在中央电视台2009年元宵晚会暨春节联欢晚会我最喜爱的节目颁奖晚会表演，但意外被取消，当晚小沈阳只翻唱了张雨生的《大海》。有消息称，这是因为赵本山因病无法参加排练。赵本山在元宵晚会录制现场感谢成龙在小品被毙时同情他给他帮助，甘做绿叶，“不说话在旁边挨骂都行”。这段讲话疑在播出时被剪。